# むさし・ふみ子の朝はミラクル!
むさし・ふみ子の朝はミラクル!（むさしふみこのあさはミラクル）は2005年4月2日から2008年6月30日までラジオ大阪で放送されていた早朝ワイド番組。

## 放送時間
- 毎週月曜 - 金曜　6時15分 - 8時52分

（2006年4月より「中西ふみ子の今日も元気に」(6:15 - 6:50)を内包、なお、当該番組は2008年7月1日より6:15 - 7:00の時間帯にて放送再開）

## パーソナリティ
- かんべむさし（SF作家）
  - なお、かんべはこのラジオ番組体験をもとにしたモデル小説、『ミラクル三年、柿八年』を2010年1月に小学館から刊行している。
- 中西ふみ子（ラジオ大阪アナウンサー）

## 番組コーナー
- 今朝の朝刊から（6時20分）
- スポーツ・芸能情報（6時37分）
- 朝のミュージックスケッチ（6時43分）
- ショートコラム（6時48分）…かんべむさしが朝刊からの短いコラムを紹介。
- 今朝の気になるニュース（7時）
- アンチエイジングリクエスト（7時10分）
- 電話で聞いてみよっ!(月-水)・新鮮活け活け情報(木・金)（7時20分）
- ホームルーム（7時35分、8時15分、8時45分）
- NISSANビジネスサポートトピックス（7時40分）
  - (火)ブックレビュー…かんべむさしがお薦めの本を紹介。
  - (木)ワシントンNOW…フリージャーナリストの仲野博文がワシントンの情報を現地から伝える。
- すてきにアンチエイジング（8時）
  - コメンテーター
    - (月)佐伯チズ（美容アドバイザー）
    - (火)中沢るみ（管理栄養士）
    - (木)米井嘉一（同志社大学 アンチエイジングリサーチセンター教授）
- 新聞拾い読み（8時5分）
- 武田鉄矢・今朝の三枚おろし（8時20分）
- 朝の折り込みチラシ（8時37分）…最新の商品・流行商品を取り上げ、商品開発の裏話を聞く。

## 「別冊ミラクル！〜アンチエイジング宣言〜」
2005年秋から1年間、毎週日曜日、午前8時 - 8時45分に放送された、当番組の姉妹番組。
- 出演：かんべむさし、浜田晶子
- 上記の「すてきにアンチエイジング」コーナー、この番組内にて放送され、終了後にスライドされた。